# 吉本栄吉
吉本 栄吉（榮吉、よしもと えいきち、1844年（弘化元年10月） - 1916年（大正5年）10月24日）は、日本の政治家、衆議院議員（2期）。

## 経歴
加賀国石川郡(現・石川県石川郡)生まれ。和学、漢学、数学を学ぶ。金沢県測量調方、地券取調方、小学校訓導、副戸長、戸長、学区委員、義倉委員、石川郡書記、坊丸村(のち石川郡林中村→松任町→松任市、現・白山市)、林中村各村会議員、林中村長、石川郡連合会議員、同議長、石川県会議員、地方衛生委員、所得税調査委員、徴兵参事員、水利土功会議員、農務委員、備荒備蓄米委員、石川郡改良米社長、農産物品評会審査委員、用水会議員、連合町村会議員、石川郡会議員、石川郡農談会会頭、北陸土木(株)取締役、加賀肥料(株)社長、日本赤十字社社員となる。
1894年3月の第3回衆議院議員総選挙において石川1区から自由党所属で立候補して初当選。同年9月の第4回衆議院議員総選挙で再選した。衆議院議員を2期務め、1898年3月の第5回衆議院議員総選挙は不出馬。同年8月第6回衆議院議員総選挙では憲政党から出馬したが次点で落選した。1916年に死去した。